# Arcieparchia di Tiro dei melchiti
L'arcieparchia di Tiro dei melchiti (in latino: Archieparchia Tyrensis Graecorum Melkitarum) è una sede metropolitana della Chiesa cattolica greco-melchita in Libano. Nel 2022 contava 3.500 battezzati. È retta dall'arcieparca Georges Iskandar, B.S.

## Territorio
L'arcieparchia comprende la parte sud-occidentale del Libano, corrispondente all'incirca al distretto di Tiro.
Sede arcieparchiale è la città di Tiro, dove si trova la cattedrale di San Tommaso.
Il territorio è suddiviso in 11 parrocchie.

## Storia
Tiro fu un'antica sede metropolitana in epoca romana e bizantina. Durante le crociate fu eretta un'arcidiocesi di rito latino.
Si annoverano vescovi melchiti in comunione con Roma a partire dal 1683. Inizialmente era unita con le sedi di Sidone e di Akka; in seguito cedette porzioni di territorio a vantaggio dell'erezione dell'arcieparchia di Sidone nel 1752 e di Akka nel 1759.
In seguito alla guerra civile in Libano, molti fedeli si sono trasferiti altrove, soprattutto in Australia o Canada; oggi la comunità greco-cattolica melchita è ridotta a poco più di 3.000 fedeli.

## Cronotassi dei vescovi
Si omettono i periodi di sede vacante non superiori ai 2 anni o non storicamente accertati.
- Euthymios Michael Saifi † (1683 - 27 novembre 1723 deceduto)
- Ignatius El Beyrouthy † (1724 - 1752 dimesso)
- Andrée Fakhoury † (1752 - 1764)
- Parthenios Naameh † (1766 - 1805)
- Basil Attalah † (1806 - 1809)
- Cyrille Khabbaz † (31 luglio 1810 consacrato - 1819 o 1826)
- Basil Zakar † (1827 - 1834)
- Ignatius Karouth, B.S. † (1835 - 1854 deceduto)
- Athanasius Sabbagh † (1855 - 1866 deceduto)
- Athanasius Khawam, B.S. † (14 aprile 1867 - 1886)
- Eutimio Zulhof, B.S. † (13 giugno 1886 - 28 novembre 1913 deceduto)
  - Sede vacante (1913-1919)
- Maximos Saigh, S.M.S.P. † (30 agosto 1919 ordinato vescovo - 30 agosto 1933 nominato arcieparca di Beirut e Jbeil)
- Agapios Salomon Naoum, B.S. † (3 novembre 1933 - 15 ottobre 1965 dimesso[1])
- Georges Haddad † (30 luglio 1965 - 31 dicembre 1985 deceduto)
  - Sede vacante (1985-1988)
- Jean Assaad Haddad † (26 ottobre 1988 - 20 giugno 2005 ritirato)
- Georges Bacouni (22 giugno 2005 - 21 giugno 2014 nominato arcieparca di Akka)
- Michel Abrass, B.A. (21 giugno 2014 - 31 gennaio 2021 sollevato)[2]
- Georges Iskandar, B.S., dal 20 agosto 2022

## Statistiche
L'arcieparchia nel 2022 contava 3.500 battezzati.
| anno | popolazione | popolazione | popolazione | presbiteri | presbiteri | presbiteri | presbiteri                | diaconi | religiosi | religiosi | parrocchie |
| anno | battezzati  | totale      | %           | numero     | secolari   | regolari   | battezzati per presbitero | diaconi | uomini    | donne     | parrocchie |
| ---- | ----------- | ----------- | ----------- | ---------- | ---------- | ---------- | ------------------------- | ------- | --------- | --------- | ---------- |
| 1950 | 7.945       | 102.500     | 7,8         | 9          | 3          | 6          | 882                       |         |           |           | 10         |
| 1970 | 6.200       | ?           | ?           | 5          | 5          |            | 1.240                     |         |           |           | 11         |
| 1980 | 6.000       | ?           | ?           | 6          | 6          |            | 1.000                     |         |           | 4         | 8          |
| 1990 | 7.300       | ?           | ?           | 6          | 4          | 2          | 1.216                     |         | 2         | 4         | 9          |
| 1999 | 8.700       | ?           | ?           | 10         | 7          | 3          | 870                       |         | 3         | 7         | 9          |
| 2000 | 8.800       | ?           | ?           | 8          | 5          | 3          | 1.100                     |         | 3         | 7         | 9          |
| 2001 | 7.200       | ?           | ?           | 9          | 5          | 4          | 800                       |         | 4         | 4         | 9          |
| 2002 | 7.000       | ?           | ?           | 4          | 3          | 1          | 1.750                     |         | 9         |           | 9          |
| 2003 | 7.000       | ?           | ?           | 8          | 5          | 3          | 875                       |         | 8         | 8         | 9          |
| 2004 | 7.000       | ?           | ?           | 11         | 8          | 3          | 636                       |         | 3         | 8         | 9          |
| 2009 | 3.100       | ?           | ?           | 14         | 13         | 1          | 221                       |         | 1         | 7         | 13         |
| 2010 | 3.100       | ?           | ?           | 13         | 12         | 1          | 238                       |         | 1         | 7         | 12         |
| 2014 | 3.020       | ?           | ?           | 8          | 8          |            | 377                       |         |           | 6         | 11         |
| 2017 | 2.857       | ?           | ?           | 10         | 10         |            | 285                       |         |           | 5         | 10         |
| 2020 | 3.500       | ?           | ?           | 9          | 9          |            | 388                       |         |           | 5         | 11         |
| 2022 | 3.500       | ?           | ?           | 9          | 9          |            | 388                       |         |           | 5         | 11         |